# Freire (ort)
Freire är en ort i Chile.   Den ligger i provinsen Provincia de Cautín och regionen Región de la Araucanía, i den södra delen av landet, 600 km söder om huvudstaden Santiago de Chile. Freire ligger 108 meter över havet och antalet invånare är 7 813.
Terrängen runt Freire är huvudsakligen platt, men åt nordost är den kuperad. Terrängen runt Freire sluttar västerut. Närmaste större samhälle är Pitrufquén, 3,9 km söder om Freire.
I omgivningarna runt Freire växer huvudsakligen savannskog. Runt Freire är det ganska glesbefolkat, med 40 invånare per kvadratkilometer.